# Danska besittningar
Danmark har genom historien haft en serie besittningar i norra Europa. Kungarna Valdemar den store (1131-1182), Knut Valdemarsson (1163-1202) och Valdemar Sejr (1170-1242) erövrade ett välde vid Östersjön. Förutom av rena besittningar bestod det av en serie vasallriken i union med Danmark. Den tyske kungen Fredrik II (1194-1250) erkände 1214 dansk överhöget över allt land norr om Elbe och dess biflod Elde. 1223-1225 var Valdemar Sejr fängslad hos greven av Schwerin. Efter förlusten i slaget vid Bornhöft (danska Bornhøved) 1227 kollapsade det danska väldet.
- Helgoland, till början av 1400-talet

(förtecknas i Valdemar Sejrs jordebok 1231)
- Ditmarsken (tyska Ditmarschen) 1188-1227
- Holstein, inklusive Lübeck och Hamburg 1201-1227
- Estland 1219 (Valdemar Sejrs korståg) - 1227 och 1238-1346
  - Till 1227: Wiek (estniska Lääne) med Dagö (estniska Hiiumaa), Ösel (estniska Saaremaa), Reval (estniska Tallinn), Harrien (estniska Harju), Jerwen (estniska Järva) och Wierland (estniska Viru).
  - Gränsen mot Livland fastställdes 1222.
  - Påven Gregorius IX (ca 1170 - 1241) återgav 1238 Danmark delar av Estland: Reval, Harrien, Jerwen och Wierland.
  - Såldes till Tyska orden 1346.
- Gotland 1366-1394
  - 1408 (Gotlands lösen) - 1439.
  - 1449-1645 (freden i Brömsebro).
- Island 1536-1918
- Färöarna 1536-1948
- Biskopsdömena Ösel-Wiek och Kurland-Pilten 1559-1585/1645
  - Köptes från furstbiskop Johann von Münchhausen (död 1572, furstbiskop från 1541).
  - Danmarks prins Magnus (1540-1583, omtalad som Magnus av Holstein, Magnus av Ösel och kung av Livland) utnämndes till furstbiskop.
  - 1582 intogs Wiek av Sverige (Nordiska tjugofemårskriget). Av den estniska besittningen återstod då endast Ösel.
  - 1585 såldes Kurland-Pilten till hertigdömet Kurland.
  - 1645 tillerkändes Sverige Ösel och Wiek (freden i Brömsebro).
- Älvsborgs lösen 1613-1619
- f.d. Svenska Pommern 1814 (freden i Kiel) - 1815 (Wienkongressen)
- Lauenburg 1815 (Wienkongressen) - 1864 (freden i Wien)

(f.d. hertigdömet Lauenburg inklusive staden med samma namn)

## Ockupationer
- Öland och Gotland 1361-1361